# Rukidi III
Rukidi III est un homme politique ougandais, né le 6 mars 1904 à Kabarole et mort le 21 décembre 1965 dans la même ville. Il est souverain du royaume de Toro du 31 décembre 1928 à sa mort.